# Серро-де-ла-Силья
Серро-де-ла-Силья (исп. Cerro de la Silla, «Седловая гора») — гора в горной цепи Восточная Сьерра-Мадре и памятник природы в штате Нуэво-Леон (Мексика). Достопримечательность столицы Нуэво-Леон города Монтеррей.

## География
Серро-де-ла-Силья расположена на северо-востоке Мексики в городской агломерации города Монтеррей, столице штата Нуэво-Леон. Название связано с характерным профилем горы, напоминающим седло, если смотреть с запада. Гора является хорошо известным символом города Монтеррей, несмотря на то, что он расположен в соседнем муниципалитете Гуадалупе.
Гора занимает площадь 60,5 км². У горы четыре вершины: Пико-Антена, Пико-Норте, Пико-Сур и Пико-ла-Вирхен. Пико-Норте (Северный пик) является самым высоким с высотой 1820 м, а Пико-ла-Вирхен (пик Девы) является самым низким с высотой 1750 м.
Некоторые другие известные горы или возвышенности зоны: Серро-де-лас-Митрас, Восточная Сьерра-Мадре с М-образной горной грядой Серро-де-Чипинке, видимой из разных частей города, горные вершины Серро-дель-Топо-Чико, Серро-дель-Обиспадо, Серро-де-ла-Лома-Ларга и Ла-Уастека.

## Геология
Серро-де-ла-Силья является частью Восточной Сьерра-Мадре и прибрежной равнины Северного залива. Гора расположена в юго-западной части Сьерра-Мадре, где обнажаются складчатые осадочные породы, представленные меловыми известняками и сланцами.

## История
Отмеченная правительством Мексики в 1991 году как памятник природы, гора является популярной зоной отдыха, и на неё часто поднимаются туристы, для чего служит проложенная туристическая тропа длиной 5,3 км. Подъём считается довольно сложным и занимает около 3 часов. Сверху открывается панорамный вид на город Монтеррей.
Во второй половине XX века на северном склоне горы была построена Монтеррейская канатная дорога (Teleférico en Monterrey), для обеспечения быстрого доступа к культовой горе. Однако день его открытия 2 июня 1961 года стал также днём его закрытия, поскольку трагическая авария унесла жизни пяти человек, в том числе инженера Хесуса Фернандеса, его проектировщика. От канатной дороги осталась только верхняя станция. Было объявлено о нескольких планах построить ещё один вагон, но безрезультатно.

## Галерея

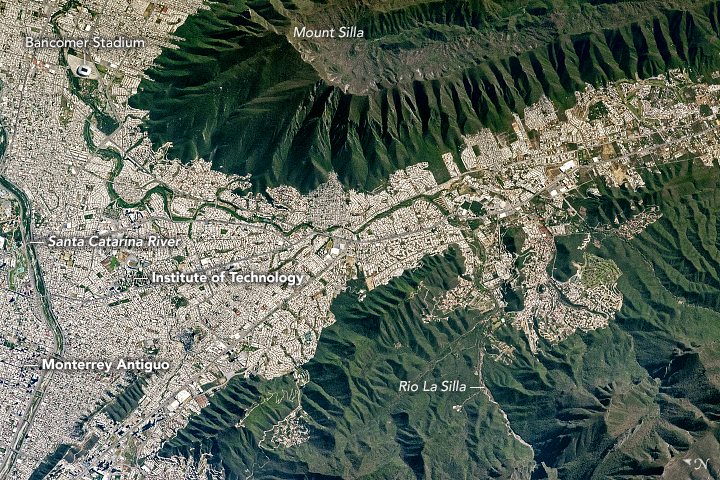
Аэрофотосъёмка Серро-де-ла-Силья и Монтеррейя
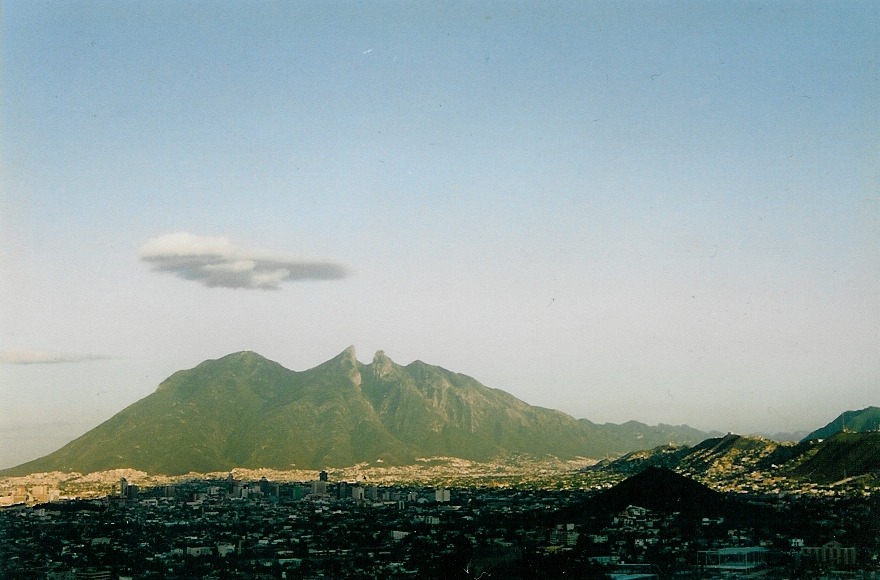
Вид на гору с вершины Серро-дель-Обиспадо
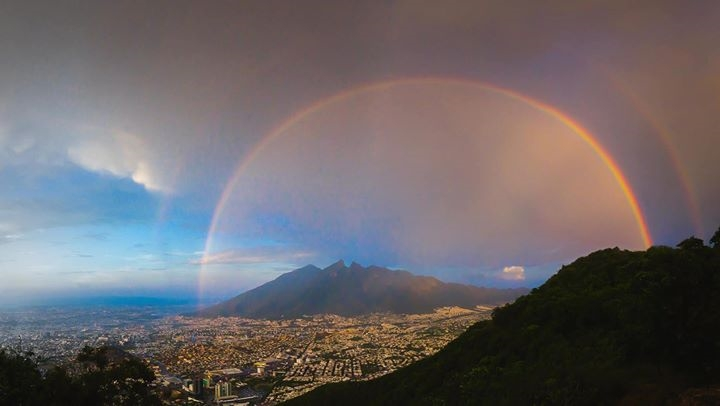
Радуга над Серро-де-ла-Силья